# X (Jonas Brothers)
X è un singolo del gruppo musicale statunitense Jonas Brothers, pubblicato il 15 maggio 2020.

## Pubblicazione
Il 12 maggio 2020 il gruppo ha annunciato il singolo tramite i propri social media, rivelandone nell'occasione sia la copertina che la data di pubblicazione prevista per il venerdì seguente.

## Descrizione
X, che vede la partecipazione della cantante colombiana Karol G, è un brano dance pop.

## Promozione
La canzone è stata eseguita virtualmente per la prima volta il 16 maggio 2020 in occasione dell'evento Graduate Together: America Honors the High School Class of 2020.

## Video musicale
Il video musicale è stato reso disponibile il 18 maggio 2020.

## Tracce
Testi e musiche di Shellback, Ryan Tedder, Nicholas Jonas, Carolina Giraldo e Ali Tamposi, eccetto dove indicato.
1. X – 3:05
2. Five More Minutes – 2:30 (Brittany M. Amaradio, Casey Smith, James Alan Ghaleb, Joe Jonas, Kevin Jonas, Nicholas Jonas, Zach Skelton)

## Formazione
Musicisti
- Joe Jonas – voce
- Nick Jonas – voce
- Karol G – voce aggiuntiva
- Shellback – coro, basso, batteria, chitarra, tastiera, programmazione
- Nils-Petter Ankarblom – arrangiamento del corno, sintetizzatore
- Mattias Bylund – arrangiamento del corno, sintetizzatore
- Magnus Johansson – tromba
- Janne Bjerger – tromba
- Wojtek Goral – sassofono contralto, baritono
- Tomas Jonsson – sassofono tenore
- Peter Noos Johansson – trombone, tuba
- Hal Rosenfeld – percussioni

Produzione
- Shellback – produzione
- Șerban Ghenea – missaggio
- Rob Kinelski – assistenza al missaggio
- Randy Merrill – mastering
- Ryan Tedder – ingegneria del suono
- Peter Karlsson – ingegneria del suono
- Daniel Echavarria Oviedo "Ovy on the Drums" – ingegneria del suono

## Successo commerciale
Nella Billboard Hot 100 statunitense X ha debuttato alla 33ª posizione, diventando la quindicesima top forty dei Jonas Brothers e la seconda di Karol G.

## Classifiche

### Classifiche settimanali
| Classifica (2020) | Posizione massima |
| ----------------- | ----------------- |
| Belgio (Fiandre)  | 19                |
| Belgio (Vallonia) | 59                |
| Canada            | 42                |
| Croazia           | 10                |
| Grecia            | 89                |
| Irlanda           | 71                |
| Lituania          | 76                |
| Paesi Bassi       | 28                |
| Polonia           | 8                 |
| Portogallo        | 155               |
| Regno Unito       | 82                |
| Romania           | 21                |
| Russia            | 1                 |
| Slovenia          | 8                 |
| Stati Uniti       | 33                |
| Svizzera          | 79                |
| Ucraina           | 151               |

### Classifiche di fine anno
| Classifica (2020) | Posizione |
| ----------------- | --------- |
| Belgio (Fiandre)  | 80        |
| Polonia           | 73        |
| Romania           | 75        |
| Russia            | 29        |